# アングレン川
アングレン川 (ラテン文字:Angren River、別名：アハンガラン川 - Ohangaron, Оҳангарон) はウズベキスタンの河川である。全長は223km、流域面積は5,260km2である。
水源はチャトカル山脈にあり、アングレンからアハンガランやアククルガンなどを通過し、シルダリヤ付近でシルダリヤ川へと注ぐ。